# Patín Carrera en los Juegos Suramericanos de 2014: 10000m Eliminación por puntos femenino
La prueba de 10000m eliminación por puntos femenino de Patín Carrera en Santiago 2014 se llevó a cabo en el Patinódromo del Estadio Nacional el día 9 de marzo. Participaron 6 patinadoras.

## Resultados[1]
| #                 | País      | Patinadora      | Resultados     |
| ----------------- | --------- | --------------- | -------------- |
| Medalla de oro    | Colombia  | Yenny Serrano   | 27 (17:49.674) |
| Medalla de plata  | Venezuela | Sindy Cortéz    | 21             |
| Medalla de bronce | Chile     | Valeria Riffo   | 13             |
| 4                 | Argentina | Melisa Bonnet   | 10             |
| 5                 | Ecuador   | Gabriela Vargas | 1              |
| 6                 | Uruguay   | Mabel Chaparro  | NT             |

NT: No termina